# Friedrich Arnold Brockhaus
Pour les articles homonymes, voir Brockhaus.
Friedrich Arnold Brockhaus ou Frédéric-Arnold Brockhaus (né le 4 mai 1772 à Dortmund et mort le 20 août 1823 à Leipzig), est un éditeur prussien qui a fondé l'Encyclopédie Brockhaus.

## Carrière
Brockhaus est le fondateur de la maison d'édition Brockhaus à Leipzig, puis à Amsterdam (1806).
Il sera successivement libraire à Dortmund, Amsterdam, Altenbourg (1811) et Leipzig (1817).
Il édite un grand nombre d'écrits périodiques et d'ouvrages importants ; en particulier, il fait paraître la première édition de :
- 1812-1814 : premier volume du Handbuch der Deutschen Literatur seit Mitte des 18. Jahrhunderts de Johann Samuel Ersch, qui fonde la bibliographie allemande.
- 1819 : Le Monde comme volonté et comme représentation (Die Welt als Wille und Vorstellung) d'Arthur Schopenhauer[3].
- 1821-1830 : Allgemeines bibliographisches Lexikon de Friedrich Adolf Ebert.
- 1822-1828 : Aus den Memoiren des Venetianers Jacob Casanova de Seingalt, oder sein Leben, première édition en 12 volumes in-8o du manuscrit de l'Histoire de ma vie de Giacomo Casanova ; Friedrich Arnold Brockhaus achète en janvier 1821 le manuscrit de 3 700 feuillets à la famille du neveu de Casanova et le fait traduire par Wilhelm von Schütz[4].
- 1823-1825 : Geschichte der Hohenstaufen und ihrer Zeit de Friedrich von Raumer.

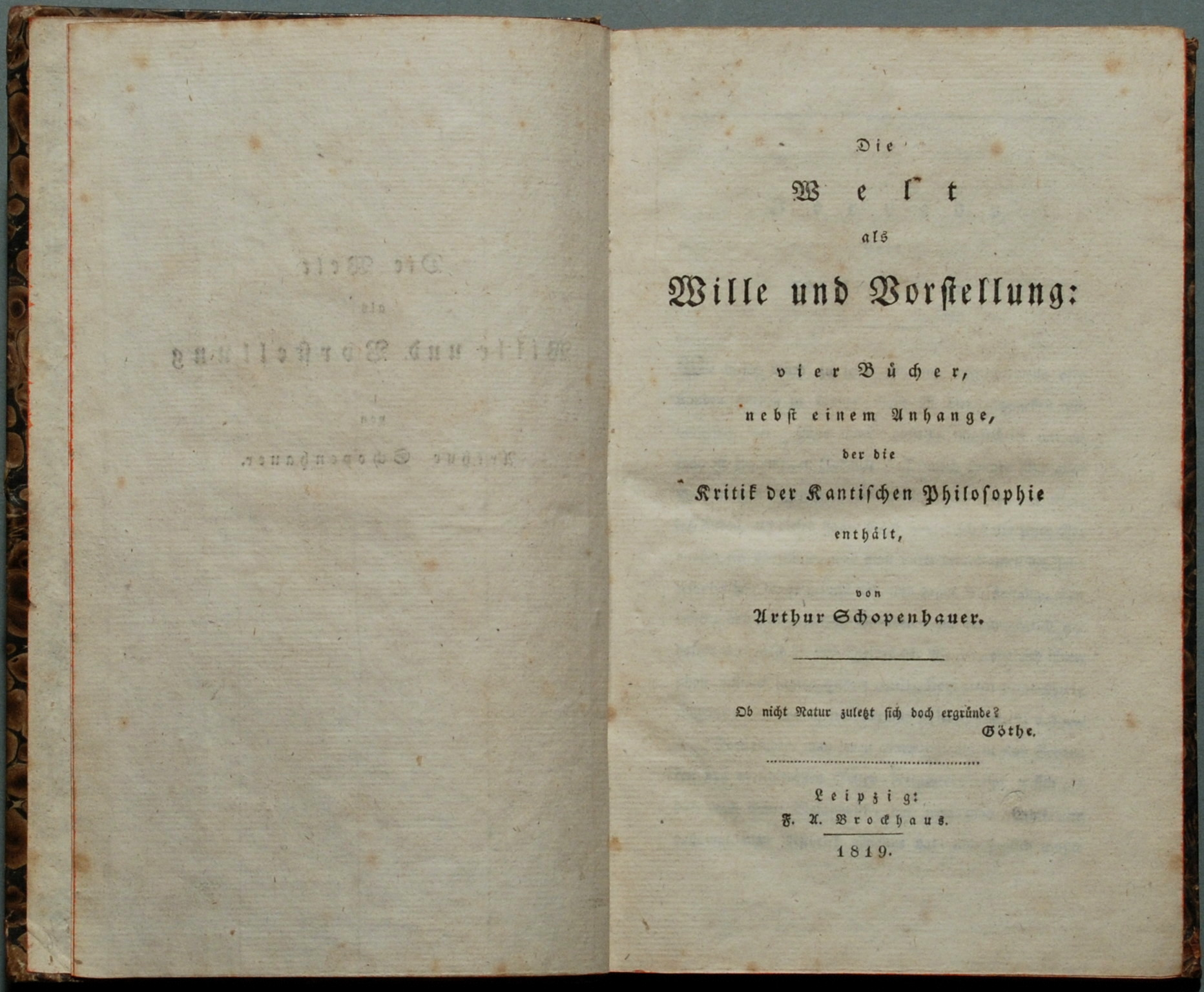
Page de titre de la première édition de Schopenhauer

En 1808, Friedrich Arnold Brockhaus rachète les droits de publication d'une encyclopédie publiée entre 1796 et 1808 par Renatus Gotthelf Löbel sous le titre de Conversations-Lexikon (titre complet : Conversations-Lexikon mit vorzüglicher Rücksicht auf die gegenwärtigen Zeiten : Encyclopédie avec un intérêt particulier pour le temps présent) ; elle  lui sert de base pour l'édition de la Brockhaus Enzyklopädie, dont la première parution date de 1810.

## Famille
Brockhaus est le père d'Heinrich Brockhaus (1804-1874), fondateur de la Norddeutsche Allgemeine Zeitung, et d'Hermann Brockhaus (1806-1877), orientaliste et beau-frère du compositeur Richard Wagner.
Il est enterré à l'ancien cimetière Saint-Jean de Leipzig.